# Quận Swisher, Texas
Quận Swisher (tiếng Anh: Swisher County) là một quận trong tiểu bang Texas, Hoa Kỳ. Quận lỵ đóng ở thành phố Tulia6. Theo kết quả điều tra dân số năm  2000 của Cục điều tra dân số Hoa Kỳ, quận có dân số 8378 người.

## Thông tin nhân khẩu
Theo điều tra dân số [2] năm 2000, đã có 8.378 người, 2.925 hộ, và 2.152 gia đình sống trong quận. Mật độ dân số là 9 người trên một dặm vuông (4/km ²). Có 3.315 đơn vị nhà ở với mật độ trung bình là 4 cho mỗi dặm vuông (1/km ²). Cơ cấu chủng tộc của quận gồm 71,75% người da trắng, 5,85% da đen hay người Mỹ gốc Phi, 0,54% người Mỹ bản xứ, 0,16% người châu Á, 0,02% người đảo Thái Bình Dương, 19,41% từ các chủng tộc khác, và 2,28% từ hai hoặc nhiều chủng tộc. 35,22% dân số là người Hispanic hay Latino thuộc chủng tộc nào.
Có 2.925 hộ, trong đó 35,70% có trẻ em dưới 18 tuổi sống chung với họ, 60,20% là các cặp vợ chồng sống với nhau, 9,50% có chủ hộ là nữ không có mặt chồng, và 26,40% là không lập gia đình. 24,10% của tất cả các hộ gia đình đã được tạo thành từ các cá nhân và 13,80% có người sống một mình 65 tuổi trở lên đã được người. Bình quân mỗi hộ là 2,65 và cỡ gia đình trung bình là 3,15.
Trong quận, dân số có cơ cấu tuổi là 27,90% ở độ tuổi dưới 18, 10,30% 18-24, 25,50% 25-44, 20,40% 45-64, và 15,90% 65 tuổi trở lên. Tuổi trung bình là 35 năm. Cứ mỗi 100 nữ có 109,20 nam giới. Cứ mỗi 100 nữ 18 tuổi trở lên, đã có 111,30 nam giới.
Thu nhập trung bình cho một hộ gia đình trong quận đã được $ 29.846, và thu nhập trung bình cho một gia đình là 34.444 USD. Nam giới có thu nhập trung bình $ 25.164 so với 20.448 $ cho phái nữ. Thu nhập trên đầu cho các quận được $ 14.326. Giới 14,20% gia đình và 17,40% dân số sống dưới mức nghèo khổ, trong đó có 24,20% những người dưới 18 tuổi và 11,90% có độ tuổi từ 65 trở lên.